# Casa de Windsor
La Casa de Windsor és l'actual casa reial dels regnes de la Commonwealth. Va ser fundada pel rei Jordi V del Regne Unit per proclamació reial el 17 de juliol de 1917, quan va canviar el nom de la seva família de l'alemany, Saxe-Coburg und Gotha, a l'anglès, "Windsor". En l'actualitat, el membre més prominent de la Casa de Windsor és Carles III del Regne Unit, monarca regnant dels regnes de la Commonwealth.

## Llista dels monarques dels regnes de la Commonwealth
| Retrat      | Nom               | Des de                 | Fins                   | Relació amb el predecessor                         |
| ----------- | ----------------- | ---------------------- | ---------------------- | -------------------------------------------------- |
| Jordi V     | Rei Jordi V       | 6 de maig de 1910      | 20 de gener de 1936    | fill d'Eduard VII. Fundador de la Casa de Windsor. |
| Eduard VIII | Rei Eduard VIII   | 20 de gener de 1936    | 11 de desembre de 1936 | fill de Jordi V; va abdicar                        |
| Jordi VI    | Rei Jordi VI      | 11 de desembre de 1936 | 6 de febrer de 1952    | fill de Jordi V i germà d'Eduard VIII              |
| Elisabet II | Reina Elisabet II | 6 de febrer de 1952    | 8 de setembre de 2022  | filla de Jordi VI                                  |
| Carles III  | Rei Carles III    | 8 de setembre de 2022  | regnant                | fill d'Elisabet II                                 |